# 挨拶商法
挨拶商法（あいさつしょうほう）とは、社会において行われている悪徳商法の一つ。セールスマンが挨拶に伺いましたなどと偽って訪問して、そこから会話を進めていくことで消費者に対して商品を購入させるという方向に持っていくという手法である。たとえば工事を行う業者が、近所で工事を行うためその旨を伝えるという挨拶に伺ったと称して訪問するものの、実際は訪問をする先の人にリフォーム工事をさせるための訪問販売であったということであり、挨拶のために訪問したと偽っていたというわけである。